# Клепачівська сільська громада
Клепачівська сільська об'єднана територіальна громада — колишня об'єднана територіальна громада в Україні, в Хорольському районі Полтавської області. Адміністративний центр — село Клепачі.
Площа громади — 126,28 км², населення — 2725 мешканців (2018).
Утворена 12 серпня 2015 року шляхом об'єднання Клепачівської, Новачиської та Шишацької сільських рад Хорольського району.
12 червня 2020 року громада була ліквідована і увійшла до Хорольської міської громади.

## Населені пункти
До складу громади входять 12 сіл: Вергуни, Зубенки, Іващенки, Клепачі, Левченки, Новачиха, Оріхівщина, Остапенки, Павлівка, Падусі, Рибченки та Шишаки.